# Raja Alem
Pour les articles homonymes, voir Alem.
Œuvres principales
- Khâtem : une enfant d'Arabie
- Le Collier de la colombe

Raja Alem (arabe : رجاء عالم), née en 1970 à La Mecque, est une écrivaine saoudienne.

## Biographie
Elle a fait des études de langue et de littérature anglo-saxonne à l'université du roi Abdulaziz à Djeddah. Elle écrit depuis le lycée et fait ses armes dans le journal Riyadh newspaper. Son premier roman Tariq al-Harir lui apporte une certaine notoriété.
Le style de Raja Alem est complexe. Elle allie une écriture moderne et des thèmes classiques, avec un vocabulaire riche et imagé. Elle affectionne les références, qu'elles soient littéraires, religieuses, urbanistiques, etc.
Elle remporte en 2005 le Prix de la créativité arabe décernée par l’UNESCO et en 2008 le Prix de la créativité Khalda-Saëd, décerné par le Club culturel de Paris.
En 2011, accompagnée de sa sœur Shadia Alem, Raja Alem fut la première représentante de l’Arabie saoudite à la 54e Biennale de Venise, pour y créer une installation baptisée « L’Arche noire ». Raja et Chadia Alem y montrait comment leur naissance à La Mecque a influencé leur parcours créatif et a contribué à un échange culturel entre les nations.
La même année, les ministres de la Culture des pays du Golfe ont décerné à Raja Alem la médaille de la créativité du Golfe.
En 2011, son roman Le Collier de la colombe remporte le prix international de la fiction arabe (Arabic Booker), et la version française le prix spécial du jury Violeta-Negra en 2013.

## Œuvres traduites en français
- Khatêm : une enfant d'Arabie, Actes Sud, 2011,  (ISBN 978-2330000769)
- Le collier de la colombe, Stock, 2012,  (ISBN 978-2234071674) ; prix international de la fiction arabe (Arabic Booker) (2011) ; prix spécial du jury Violeta-Negra (2013)

## Autre œuvres
Raja Alem a écrit plusieurs romans, des pièces de théâtre, une biographie, des nouvelles, des essais, des articles et des ouvrages pour la jeunesse.